# Lissocrangon stylirostris
Lissocrangon stylirostris är en kräftdjursart som först beskrevs av Edward Morell Holmes 1900.  Lissocrangon stylirostris ingår i släktet Lissocrangon och familjen Crangonidae. Inga underarter finns listade i Catalogue of Life.